# Reacción en cadena (programa de televisión)
Reacción en cadena fue un programa de televisión especial de la Fundación Huésped emitido por El trece por el "Día Mundial de la Lucha contra el Sida". Está protagonizada por Carla Peterson, Gabriel Corrado, Vanesa González, Alberto Ajaka y Agustín Sullivan. Fue estrenado el 23 de diciembre de 2019.
El especial midió 8.8 puntos de rating, siendo el tercer programa más visto de ese día y además lideró su franja horaria sobre los demás programas.

## Sinopsis
Guido (Agustín Sullivan) es un DJ, que una noche en un bar conoce a Martín (Willy Prozciuk), con quién luego tiene un encuentro sexual en su departamento sin usar protección, pero al día siguiente Guido debe ir a trabajar a un evento que fue organizado por Diana (Carla Peterson), el cual a último momento fue cancelado, por lo cual, se enoja e impulsada por alcohol mantiene relaciones sexuales con Guido sin cuidarse. Por otro lado Bruno (Gabriel Corrado), el esposo de Diana, tiene un amorío con Carla (Vanesa González), una entrenadora de natación que está casada con Leonardo (Alberto Ajaka), un médico cirujano que operará a Martín.

## Elenco
- Carla Peterson como Diana
- Gabriel Corrado como Bruno
- Vanesa González como Carla
- Alberto Ajaka como Leonardo Rosales
- Agustín Sullivan como Guido
- Juan Cottet como Pedro
- Manuel Ramos como Fran
- Willy Prozciuk como Martín Guerrini
- Agostina Alarcón como Luli
- Natalia Figueiras como Inés
- Federico Buso como Rodrigo
- Fernando Blanes como Oscar
- Matías Muñoz como Juan